# Petén Itzá
Il lago Petén Itzá è un lago situato nella parte settentrionale del dipartimento di Petén in Guatemala. È il secondo più grande lago del Guatemala, superato solo dall'Izabal. Ha una superficie di 99 km², con una lunghezza di 32 km. ed una larghezza di 5 km. La sua profondità massima è di 160 m. L'area del lago presenta alti livelli di migrazione, a causa dell'esistenza di risorse naturali quali legno, gomma, olio ed attività agricole e pastorizie. A causa della sua ricchezza archeologica, circa 150 000 turisti lo visitano ogni anno.
La città di Flores, capitale di Petén, si trova su un'isola vicino alla costa meridionale. Vi sono almeno 27 siti Maya attorno al lago, ed i resti di Tayasal, la capitale Maya-Itza, nonché ultima città ad essere conquistata in Mesoamerica nel 1697.

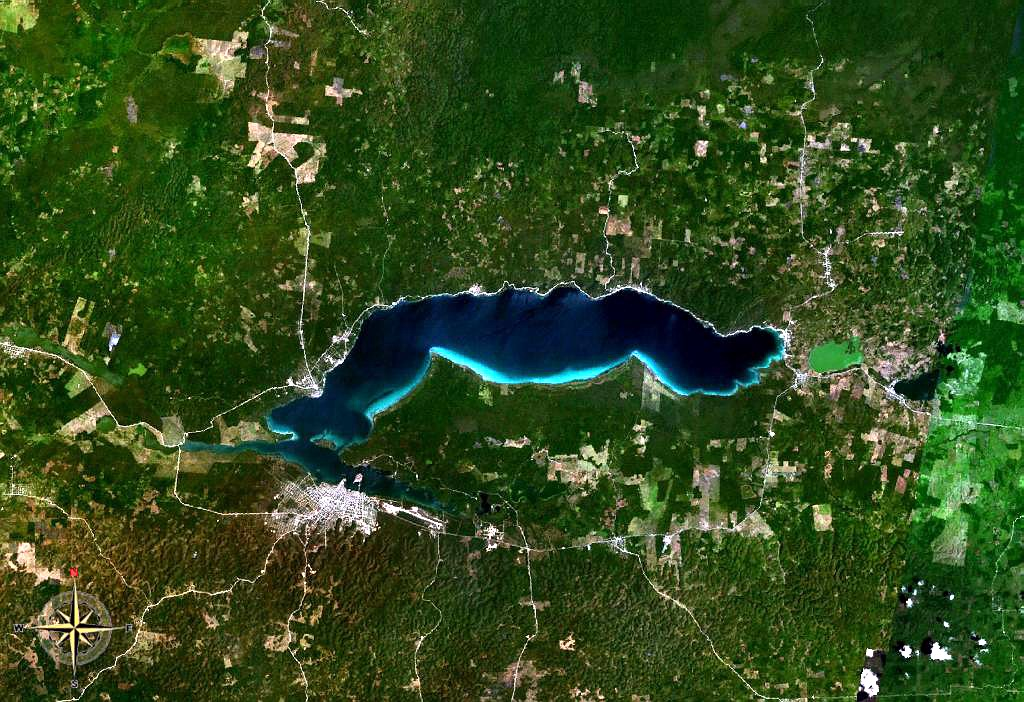
Il lago Petén Itzá visto dallo spazio

Questo lago è anche un paradiso naturale, con oltre 100 importanti specie ittiche indigene quali Petenia splendida, vari coccodrilli (Crocodylus moreletii e Crocodylus acutus), giaguari, puma, cervi dalla coda bianca, mazama rossi e numerose specie di uccelli, tra cui pappagalli, tucani e are. Sulla costa settentrionale si trova il biotopo protetto di Cerro Cahui, una riserva naturale di farfalle di 6,5 km² che ospita tucani, atele di Geoffroy, alouatta (Alouatta palliata, Alouatta pigra) e molte altre specie tipiche delle foreste pluviali.